# 宁波舟山港集团
宁波舟山港（集团）股份有限公司（上交所：601018，简称：宁波港），简称宁波舟山港集团、NZPG，由宁波港集团有限公司与舟山港集团有限公司于2015年9月29日整合组建成立的中国特大型港口企业，和浙江省海港集团采取两块牌子、一套班子、一套机构的运作方式。
浙江海港集团旗下港口包括省内沿海五港、省内关内河港口及义乌陆港，形成了以宁波舟山港为主体，以浙东南沿海温州港、台州港和浙北环杭州湾嘉兴港等为两翼，联动发展义乌陆港和其他包括绍兴港、杭州港、嘉兴内河港、湖州港、金华兰溪港、衢州港和丽水青田港等内河港口的“一体两翼多联”格局。

## 历史
宁波港集团有限公司的前身为宁波港务局，2004年4月8日，按照国家和省市有关港口体制改革的精神，宁波港务局实行政企分开，成立宁波港集团有限公司。2008年3月31日，宁波港集团有限公司作为主发起人联合招商局、中信港投、宁波宁兴、宁波交投、宁波开投、宁波城投及舟山港务等7家单位发起创立了宁波港股份有限公司，其中宁波港集团有限公司占90%股份。
舟山港集团有限公司的前身为舟山港务集团有限公司，于2007年2月成立。2011年5月，舟山港集团有限公司作为主发起人联合舟山市国瑞投资、宁波港股份、中化实业、中国外运、浙商产业投资基金、沙钢及定海国资等7家战略投资者发起创立了舟山港股份有限公司，其中舟山港集团有限公司占70%股份。
原宁波港股份与原舟山港股份于2015年启动合并和资产重组工作。2015年9月，原宁波港集团、原舟山港集团整合为宁波舟山港集团。同年12月，宁波舟山港集团将资产注入浙江省海港集团。2016年9月28日工商注册核准宁波港股份改名为宁波舟山港股份，原宁波港股份与原舟山港股份合并完成，浙江省海港集团、宁波舟山港集团采取两块牌子、一套班子、一套机构的运作方式。

## 主要关联公司
宁波舟山港股份有限公司拥有子公司（含二级及二级以下子公司）86家，有合营企业53家、联营企业44家、参股公司13家。

### 主要分公司
- 宁波舟山港股份有限公司北仑第二集装箱码头分公司
- 宁波舟山港股份有限公司油港轮驳分公司
- 宁波舟山港股份有限公司北仑矿石码头分公司
- 宁波舟山港股份有限公司北仑第二港埠分公司
- 宁波舟山港股份有限公司镇海港埠分公司

### 主要子公司
- 宁波远东码头经营有限公司
- 宁波港吉（意宁）码头经营有限公司
- 宁波北仑国际集装箱码头有限公司
- 宁波梅山岛国际集装箱码头有限公司
- 宁波大榭招商国际码头有限公司
- 舟山甬舟集装箱码头有限公司
- 舟山市衢黄港口开发建设有限公司
- 嘉兴市乍浦港口经营有限公司
- 宁波大港引航有限公司
- 宁波外轮理货有限公司
- 宁波港信息通信有限公司
- 宁波港国际物流有限公司
- 宁波港船务货运代理有限公司
- 宁波港强实业有限公司
- 宁波远洋运输有限公司
- 宁波港集装箱运输有限公司
- 宁波舟山港集团财务有限公司
- 宁波舟山港舟山港务有限公司
- 太仓万方国际码头有限公司
- 南京明州码头有限公司
- 太仓武港码头有限公司

### 主要联营公司
- 宁波北仑国际集装箱码头有限公司
- 宁波实华原油码头有限公司
- 上海港航股权投资有限公司
- 宁波港东南物流集团有限公司

### 主要合营公司
- 宁波大榭招商国际码头有限公司
- 宁波通商银行股份有限公司